# Caenohalictus thamyris
Caenohalictus thamyris är en biart som först beskrevs av Jörgensen 1912.  Caenohalictus thamyris ingår i släktet Caenohalictus och familjen vägbin. Inga underarter finns listade.